# Salmo 136

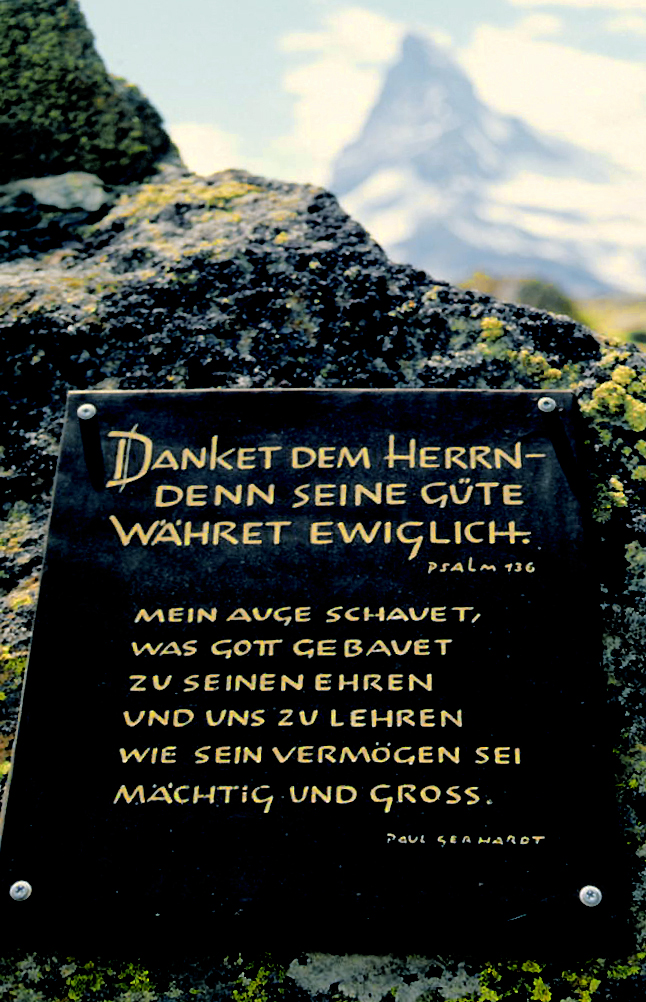
Placa que cita el versículo 1 del Salmo 136 en una ascensión al Cervino junto con versos de un himno de Paul Gerhardt basado en él

El Salmo 136 es el salmo 136 del Libro de los Salmos, que comienza en inglés en la versión de King James: «Dad gracias al Señor, porque él es bueno; porque su misericordia es eterna». El Libro de los Salmos forma parte de la tercera sección del Tanaj, la Biblia en hebreo, y es un libro del Antiguo Testamento cristiano Antiguo Testamento. En el sistema de numeración ligeramente diferente utilizado en las traducciones griega Septuaginta y latina Vulgata de la Biblia, este salmo es el «Salmo 135». En latín, se conoce por el íncipit, «Confitemini Domino quoniam bonus». A veces se le conoce como «El Gran Hallel». La Biblia de Jerusalén lo llama «Letanía de acción de gracias». Destaca por el estribillo que forma la segunda mitad de cada versículo, traducido como «Porque su misericordia perdura para siempre» en la Nueva Biblia del rey Jacobo, o «porque su misericordia perdura para siempre» en la Revised Standard Version.
El Salmo 136 se utiliza tanto en las liturgias judías como en las cristianas. Ha sido parafraseado en himnos y puesto en música.

## Texto
La siguiente tabla muestra el texto en hebreo del Salmo con vocales, junto con el texto en griego koiné de la Septuaginta y la traducción al español de la Biblia del Rey Jacobo. Tenga en cuenta que el significado puede diferir ligeramente entre estas versiones, ya que la Septuaginta y el texto masorético provienen de tradiciones textuales diferentes. En la Septuaginta, este salmo está numerado como Salmo 135.
| #  | Hebreo                                       | Español                                                                                  | Griego                                                                                               |
| -- | -------------------------------------------- | ---------------------------------------------------------------------------------------- | --- |
| 1  | הוֹד֣וּ לַיהֹוָ֣ה כִּי־ט֑וֹב כִּ֖י לְעוֹלָ֣ם חַסְדּֽוֹ׃             | Dad gracias al Señor, porque él es bueno; porque su misericordia es eterna.              | ᾿Αλληλούΐα. - ΕΞΟΜΟΛΟΓΕΙΣΘΕ τῷ Κυρίῳ, ὅτι ἀγαθός, ὅτι εἰς τὸν αἰῶνα τὸ ἔλεος αὐτοῦ·                  |
| 2  | ה֭וֹדוּ לֵאלֹהֵ֣י הָאֱלֹהִ֑ים כִּ֖י לְעוֹלָ֣ם חַסְדּֽוֹ׃             | Dad gracias al Dios de los dioses, porque su misericordia es eterna.                     | ἐξομολογεῖσθε τῷ Θεῷ τῶν θεῶν, ὅτι εἰς τὸν αἰῶνα τὸ ἔλεος αὐτοῦ·                                     |
| 3  | ה֭וֹדוּ לַאֲדֹנֵ֣י הָאֲדֹנִ֑ים כִּ֖י לְעוֹלָ֣ם חַסְדּֽוֹ׃             | Dad gracias al Señor de los señores, porque su misericordia es eterna.                   | ἐξομολογεῖσθε τῷ Κυρίῳ τῶν κυρίων, ὅτι εἰς τὸν αἰῶνα τὸ ἔλεος αὐτοῦ·                                 |
| 4  | לְעֹ֘שֵׂ֤ה נִפְלָא֣וֹת גְּדֹל֣וֹת לְבַדּ֑וֹ כִּ֖י לְעוֹלָ֣ם חַסְדּֽוֹ׃        | A aquel que solo hace maravillas grandes, porque su misericordia es eterna.              | τῷ ποιήσαντι θαυμάσια μεγάλα μόνῳ, ὅτι εἰς τὸν αἰῶνα τὸ ἔλεος αὐτοῦ·                                 |
| 5  | לְעֹשֵׂ֣ה הַ֭שָּׁמַיִם בִּתְבוּנָ֑ה כִּ֖י לְעוֹלָ֣ם חַסְדּֽוֹ׃             | A aquel que con sabiduría hizo los cielos, porque su misericordia es eterna.             | τῷ ποιήσαντι τοὺς οὐρανοὺς ἐν συνέσει, ὅτι εἰς τὸν αἰῶνα τὸ ἔλεος αὐτοῦ·                             |
| 6  | לְרֹקַ֣ע הָ֭אָרֶץ עַל־הַמָּ֑יִם כִּ֖י לְעוֹלָ֣ם חַסְדּֽוֹ׃             | A aquel que extendió la tierra sobre las aguas, porque su misericordia es eterna.        | τῷ στερεώσαντι τὴν γῆν ἐπὶ τῶν ὑδάτων, ὅτι εἰς τὸν αἰῶνα τὸ ἔλεος αὐτοῦ·                             |
| 7  | לְ֭עֹשֵׂה אוֹרִ֣ים גְּדֹלִ֑ים כִּ֖י לְעוֹלָ֣ם חַסְדּֽוֹ׃              | A aquel que hizo grandes luminarias, porque su misericordia es eterna.                   | τῷ ποιήσαντι φῶτα μεγάλα μόνῳ, ὅτι εἰς τὸν αἰῶνα τὸ ἔλεος αὐτοῦ·                                     |
| 8  | אֶת־הַ֭שֶּׁמֶשׁ לְמֶמְשֶׁ֣לֶת בַּיּ֑וֹם כִּ֖י לְעוֹלָ֣ם חַסְדּֽוֹ׃           | El sol para gobernar el día, porque su misericordia es eterna.                           | τὸν ἥλιον εἰς ἐξουσίαν τῆς ἡμέρας, ὅτι εἰς τὸν αἰῶνα τὸ ἔλεος αὐτοῦ·                                 |
| 9  | אֶת־הַיָּרֵ֣חַ וְ֭כוֹכָבִים לְמֶמְשְׁל֣וֹת בַּלָּ֑יְלָה כִּ֖י לְעוֹלָ֣ם חַסְדּֽוֹ׃ | La luna y las estrellas para gobernar la noche, porque su misericordia es eterna.        | τὴν σελήνην καὶ τοὺς ἀστέρας εἰς ἐξουσίαν τῆς νυκτός, ὅτι εἰς τὸν αἰῶνα τὸ ἔλεος αὐτοῦ·              |
| 10 | לְמַכֵּ֣ה מִ֭צְרַיִם בִּבְכוֹרֵיהֶ֑ם כִּ֖י לְעוֹלָ֣ם חַסְדּֽוֹ׃           | A aquel que hirió a Egipto en sus primogénitos, porque su misericordia es eterna.        | τῷ πατάξαντι Αἴγυπτον σὺν τοῖς πρωτοτόκοις αὐτῶν, ὅτι εἰς τὸν αἰῶνα τὸ ἔλεος αὐτοῦ,                  |
| 11 | וַיּוֹצֵ֣א יִ֭שְׂרָאֵל מִתּוֹכָ֑ם כִּ֖י לְעוֹלָ֣ם חַסְדּֽוֹ׃             | Y sacó a Israel de en medio de ellos, porque su misericordia es eterna.                  | καὶ ἐξαγαγόντι τὸν ᾿Ισραὴλ ἐκ μέσου αὐτῶν, ὅτι εἰς τὸν αἰῶνα τὸ ἔλεος αὐτοῦ,                         |
| 12 | בְּיָ֣ד חֲ֭זָקָה וּבִזְר֣וֹעַ נְטוּיָ֑ה כִּ֖י לְעוֹלָ֣ם חַסְדּֽוֹ׃         | Con mano fuerte y brazo extendido, porque su misericordia es eterna.                     | ἐν χειρὶ κραταιᾷ καὶ ἐν βραχίονι ὑψηλῷ, ὅτι εἰς τὸν αἰῶνα τὸ ἔλεος αὐτοῦ·                            |
| 13 | לְגֹזֵ֣ר יַם־ס֭וּף לִגְזָרִ֑ים כִּ֖י לְעוֹלָ֣ם חַסְדּֽוֹ׃            | A aquel que dividió el mar Rojo en partes, porque su misericordia es eterna.             | τῷ καταδιελόντι τὴν ᾿Ερυθρὰν θάλασσαν εἰς διαιρέσεις, ὅτι εἰς τὸν αἰῶνα τὸ ἔλεος αὐτοῦ·              |
| 14 | וְהֶעֱבִ֣יר יִשְׂרָאֵ֣ל בְּתוֹכ֑וֹ כִּ֖י לְעוֹלָ֣ם חַסְדּֽוֹ׃            | E hizo pasar a Israel por medio de ella, porque su misericordia es eterna.               | καὶ διαγαγόντι τὸν ᾿Ισραὴλ διὰ μέσου αὐτῆς, ὅτι εἰς τὸν αἰῶνα τὸ ἔλεος αὐτοῦ,                        |
| 15 | וְנִ֘עֵ֤ר פַּרְעֹ֣ה וְחֵיל֣וֹ בְיַם־ס֑וּף כִּ֖י לְעוֹלָ֣ם חַסְדּֽוֹ׃       | Pero derribó al faraón y a su ejército en el mar Rojo, porque su misericordia es eterna. | καὶ ἐκτινάξαντι Φαραὼ καὶ τὴν δύναμιν αὐτοῦ εἰς θάλασσαν ᾿Ερυθράν, ὅτι εἰς τὸν αἰῶνα τὸ ἔλεος αὐτοῦ· |
| 16 | לְמוֹלִ֣יךְ עַ֭מּוֹ בַּמִּדְבָּ֑ר כִּ֖י לְעוֹלָ֣ם חַסְדּֽוֹ׃              | A aquel que guió a su pueblo por el desierto, porque su misericordia es eterna.          | τῷ διαγαγόντι τὸν λαὸν αὐτοῦ ἐν τῇ ἐρήμῳ, ὅτι εἰς τὸν αἰῶνα τὸ ἔλεος αὐτοῦ·                          |
| 17 | לְ֭מַכֵּה מְלָכִ֣ים גְּדֹלִ֑ים כִּ֖י לְעוֹלָ֣ם חַסְדּֽוֹ׃              | A aquel que hirió a grandes reyes, porque su misericordia es eterna.                     | τῷ πατάξαντι βασιλεῖς μεγάλους, ὅτι εἰς τὸν αἰῶνα τὸ ἔλεος αὐτοῦ,                                    |
| 18 | וַֽ֭יַּהֲרֹג מְלָכִ֣ים אַדִּירִ֑ים כִּ֖י לְעוֹלָ֣ם חַסְדּֽוֹ׃            | Y mató a reyes famosos, porque su misericordia es eterna.                                | καὶ ἀποκτείναντι βασιλεῖς κραταιούς, ὅτι εἰς τὸν αἰῶνα τὸ ἔλεος αὐτοῦ,                               |
| 19 | לְ֭סִיחוֹן מֶ֣לֶךְ הָאֱמֹרִ֑י כִּ֖י לְעוֹלָ֣ם חַסְדּֽוֹ׃              | Sihón rey de los amorreos: porque su misericordia es eterna.                             | τὸν Σηὼν βασιλέα τῶν ᾿Αμορραίων, ὅτι εἰς τὸν αἰῶνα τὸ ἔλεος αὐτοῦ,                                   |
| 20 | וּ֭לְעוֹג מֶ֣לֶךְ הַבָּשָׁ֑ן כִּ֖י לְעוֹלָ֣ם חַסְדּֽוֹ׃                | Y Og rey de Basán, porque su misericordia es eterna.                                     | καὶ τὸν ῍Ωγ βασιλέα τῆς Βασάν, ὅτι εἰς τὸν αἰῶνα τὸ ἔλεος αὐτοῦ,                                     |
| 21 | וְנָתַ֣ן אַרְצָ֣ם לְנַחֲלָ֑ה כִּ֖י לְעוֹלָ֣ם חַסְדּֽוֹ׃               | Y les dio su tierra por heredad, porque su misericordia es para siempre.                 | καὶ δόντι τὴν γῆν αὐτῶν κληρονομίαν, ὅτι εἰς τὸν αἰῶνα τὸ ἔλεος αὐτοῦ,                               |
| 22 | נַ֭חֲלָה לְיִשְׂרָאֵ֣ל עַבְדּ֑וֹ כִּ֖י לְעוֹלָ֣ם חַסְדּֽוֹ׃              | Incluso una herencia para Israel, su siervo, porque su misericordia es eterna.           | κληρονομίαν ᾿Ισραὴλ δούλῳ αὐτοῦ, ὅτι εἰς τὸν αἰῶνα τὸ ἔλεος αὐτοῦ.                                   |
| 23 | שֶׁ֭בְּשִׁפְלֵנוּ זָ֣כַר לָ֑נוּ כִּ֖י לְעוֹלָ֣ם חַסְדּֽוֹ׃               | Quien se acordó de nosotros en nuestra humillación, porque su misericordia es eterna.    | ὅτι ἐν τῇ ταπεινώσει ἡμῶν ἐμνήσθη ἡμῶν ὁ Κύριος, ὅτι εἰς τὸν αἰῶνα τὸ ἔλεος αὐτοῦ,                   |
| 24 | וַיִּפְרְקֵ֥נוּ מִצָּרֵ֑ינוּ כִּ֖י לְעוֹלָ֣ם חַסְדּֽוֹ׃                | Y nos ha redimido de nuestros enemigos, porque su misericordia es eterna.                | καὶ ἐλυτρώσατο ἡμᾶς ἐκ τῶν ἐχθρῶν ἡμῶν, ὅτι εἰς τὸν αἰῶνα τὸ ἔλεος αὐτοῦ·                            |
| 25 | נֹתֵ֣ן לֶ֭חֶם לְכׇל־בָּשָׂ֑ר כִּ֖י לְעוֹלָ֣ם חַסְדּֽוֹ׃               | Quien da alimento a toda la carne, porque su misericordia es eterna.                     | ὁ διδοὺς τροφὴν πάσῃ σαρκί, ὅτι εἰς τὸν αἰῶνα τὸ ἔλεος αὐτοῦ.                                        |
| 26 | ה֭וֹדוּ לְאֵ֣ל הַשָּׁמָ֑יִם כִּ֖י לְעוֹלָ֣ם חַסְדּֽוֹ׃                | Dad gracias al Dios del cielo, porque su misericordia es eterna.                         | ἐξομολογεῖσθε τῷ Θεῷ τοῦ οὐρανοῦ, ὅτι εἰς τὸν αἰῶνα τὸ ἔλεος αὐτοῦ.                                  |

## Comentarios

### A todo el salmo
Este salmo retoma motivos de alabanza ya presentes en el anterior (ver Sal 135,3 con 136,1; 135,8 con 136,10), a los que añade nuevos elementos como la creación de los astros (136,7-9) y el cruce del Mar Rojo (136,13-15). Su estructura en forma de letanía permite destacar cada intervención divina de manera individual. Mientras que en el salmo anterior la bondad del Señor se vinculaba a su grandeza (135,5) y a su poder en favor de Israel (135,6), aquí esa bondad (136,1) se refleja en la creación y en la historia del pueblo (136,4), como expresión de su misericordia constante. En la tradición litúrgica judía, este salmo es conocido como el Gran Hallel, o gran himno de alabanza, aunque este título también se emplea para los salmos 113-118 o 146-150.
El salmo comienza con una invitación a alabar a Dios, resaltando su bondad y poder (vv. 1-3). Luego detalla cómo se manifiestan estas cualidades: primero en la creación (vv. 4-9), después en la historia de Israel, al liberarlo de Egipto y entregarle la tierra prometida (vv. 10-22), seguido de la protección frente a enemigos (vv. 23-24), y finalmente, en su providencia universal (v. 25). Concluye con una nueva exhortación a alabar al Señor (v. 26). La misericordia eterna de Dios también puede ser celebrada por los cristianos, no solo al recordar las maravillas de la creación y la historia de Israel, sino sobre todo al contemplar a Jesucristo y su obra redentora. Él reveló el amor del Padre desde antes de la creación, y según San Pablo, en Él fuimos elegidos desde la eternidad. A través de Cristo, Dios ofrece la salvación eterna a quienes le obedecen.

#### A los versículos 1-3
La alabanza en este salmo comienza con una fórmula tradicional que también se encuentra en otros salmos como el Salmo 106,1 107,1; y 118,1.29 La segunda parte de esta fórmula se repite como estribillo a lo largo de todo el salmo, lo que indica su uso en un contexto litúrgico. En este contexto, el término «misericordia» equivale a «bondad». Las expresiones «Dios de los dioses» y «Señor de los señores» (vv. 2-3) no sugieren la existencia de otros dioses, sino que subrayan que el Señor es el único Dios verdadero y soberano sobre todo.

Este salmo contiene la alabanza de Dios y se concluye en todos los versos de la misma manera para que se comprenda que cualquiera de las obras de Dios que se evocan se ha realizado para que se manifieste la eternidad de su bondad y misericordia.

#### A los versículos 4-9
Dios es único porque Él solo creó el cielo, la tierra y los astros. Es el único Señor ya que supera a todos los reyes en poder (cf. vv. 10-20), y solo Él tiene la capacidad de salvar a su pueblo (cf. vv. 23-24). En su obra creadora, se resalta especialmente la formación del firmamento y los cuerpos celestes, en línea con lo narrado en Génesis 1,1-19.

#### A los versículos 10-26
El salmo también puede estar haciendo referencia a las acciones salvadoras de Dios relatadas en el libro de los Jueces, así como al exilio y al retorno del mismo. Todas estas intervenciones divinas culminan con el regalo de la tierra prometida. El repaso de las obras de Dios concluye con una mirada a su cuidado constante por todos los seres vivos —es decir, "toda carne"— (cf. Sal 104,27-28). El salmo cierra retomando, de forma resumida, los primeros versículos (cf. vv. 1-3), algo común en los himnos de alabanza.

## Estructura
El salmo está organizado en grupos bien marcados de tres versículos hasta el final del versículo 18, después de lo cual siguen dos grupos de cuatro versículos.

## Usos

### Judaísmo
El término «Gran Aleluya» (Hallel HaGadol), que significa «gran alabanza», se utiliza para referirse al Salmo 136. Se llama «gran» para diferenciarlo del Aleluya egipcio, otra oración de alabanza que comprende los salmos 113 a 118. En el Talmud, las opiniones varían sobre si el Gran Hallel incluye solo el Salmo 136, o bien los capítulos 135-136, o bien los capítulos 134-136; la opinión aceptada es que solo incluye el 136.
- El texto en hebreo del Libro de Eclesiástico contiene un himno de acción de gracias insertado después de Eclesiástico 51:12 que es «una imitación obvia» de este salmo, véase Eclesiástico 51 en la Nueva Biblia Americana Edición Revisada.
- Este salmo se recita en su totalidad durante el Pesukei Dezimra en el Shabat, Yom Tov, y, en muchas comunidades, en Hoshana Rabbah.[18] También se recita hacia el final de la sección del Hallel del séder de Pascua.
- Se recita el octavo día de Pascua en algunas tradiciones. [19]
- El versículo 1 forma parte del párrafo final de Birkat Hamazón. [20]
- El versículo 4 se recita al abrir las Hakafot en Simjat Torá tanto en el rito asquenazí oriental como en el occidental (que tienen órdenes diferentes para esta oración).[21]
- El versículo 6 se recita en Roka Ha'Aretz Al HaMayim de Birkat HaShachar.[22]
- El versículo 7 forma parte de Likel Barukh en Bendiciones antes del Shema.[23]
- El versículo 25 forma parte del párrafo inicial de Birkat Hamazón.[24]

### Versículo 1,
[Ellos] adoraron y dieron gracias al Señor, diciendo:
«Porque él es bueno, porque su misericordia es eterna»
fue recitado en la dedicación del Templo de Salomón; Charles Spurgeon sugiere que se cantó todo el salmo.

### Ortodoxos orientales
- Junto con el Salmo 135 (los números LXX son 134 y 135 respectivamente), este salmo se llama Polyeleos o traducido como «Muchas misericordias», llamado así por el estribillo utilizado «porque su misericordia es eterna». El Polyeleos se canta en Orthros (Maitines) de un día festivo y en Vigils. En algunas tradiciones eslavas y en el Monte Athos se lee todos los domingos en Orthros.
- En el Monte Athos, se considera uno de los períodos más alegres de la liturgia de Maitines, y el punto más alto de Maitines. En la práctica atonita, se encienden todas las velas y se hacen balancear los candelabros mientras se cantan los salmos, también se acompaña con un alegre repique de campanas y la incensación de la iglesia, a veces con un incensario de mano que tiene muchas campanas.
- En las vigilias, acompaña a la apertura de las Puertas Reales y a una gran incensación de la nave por parte del sacerdote o los diáconos.

### Ortodoxos coptos
Este salmo se canta como el segundo Hoos (o segundo Cántico) del Tasbeha, la Alabanza de Medianoche de la Iglesia Ortodoxa Copta.

### Literatura
John Milton escribió una paráfrasis en inglés del Salmo 136 entre sus poemas de 1645.

### Arreglos musicales
John Milton parafraseó el comienzo en el himno «Let us with a gladsome mind» en 1623. La ronda alemana, «Danket, danket dem Herrn» del siglo XVIII también es una paráfrasis del versículo 1.
Heinrich Schütz compuso dos arreglos en alemán en sus Psalmen Davids en 1618, SWV 32 y SWV 45. También compuso una paráfrasis métrica del salmo en alemán, «Danket dem Herren, gebt ihn Ehr», SWV 241, para el Salterio Becker, publicado por primera vez en 1628.
Los versículos 1-15 fueron puestos por Roxanna Panufnik como «Love Endureth» en 2012. «Forever», escrita por Chris Tomlin en 2001, también se basa en gran medida en este salmo para su letra.